# CBA Santo Domingo Fútbol Club
El CBA Santo Domingo Fútbol Club, más conocido como el CBA Santo Domingo o simplemente CBA, es un club de fútbol dominicano fundado en marzo de 1989 con sede en Santo Domingo. Compite en la LDF Liga de Expansión, la segunda categoría de fútbol en República Dominicana.

## Historia
La historia del CBA Santo Domingo Fútbol Club comenzó en marzo de 1989. Ángel Baliño, ciudadano español residente en la República Dominicana, siendo jugador activo de fútbol primera división del Club Aurora, donde coincidiría con ilustres del fútbol dominicano como Quispe Mendoza y Juan José Mujica, concibió la idea de fundar un nuevo club en Santo Domingo. Luego de madurar la idea, Baliño tendría la oportunidad de fundarlo contando con el apoyo de su empleador que en ese entonces era el desaparecido banco Bancrédito.
El club se llamaría Bancredicard FC y se identificaría con los colores azul y grana. Desde sus orígenes contaría con jugadores de primer nivel la mayoría de los cuales eran llevados a laborar para el banco y de esa manera lograron un conglomerado de talentos que en un momento eran, casi todos, integrantes del seleccionado nacional de entonces.
En sus primeros años, el club llegó a ganar varios títulos en la extinta Liga Mayor y lograría participar en eventos de primer orden a nivel internacional. Fueron a la Copa de Campeones de la Concacaf en 1992 junto a San Cristóbal, luego en 1995 también fueron, esta vez solos. Sin embargo, en 2004, al desaparecer Bancrédito, el club quedó sin padrinos y fue cuando entonces se cambiaría su nombre a Club Barcelona Atlético (CBA).  
En 2015, el club se sumaría en último momento a la recién creada liga profesional (Liga Dominicana de Fútbol), pudo llevar a cabo la iniciativa de participar en la LDF luego del padrinamiento de la General de Seguros. Su debut en la LDF se produciría el domingo 8 de marzo de 2015 en el Estadio Parque del Este contra el Atlántico FC, obteniendo su primera victoria por 1-0 en la jornada inaugural de la liga.
Los éxitos no tardarian en llegar, ya que el 21 de agosto de 2016 el CBA se coronó campeón de la LDF Banco Popular 2016 tras derrotar al Cibao FC por 3-1, en una final llena de expectativas que tuvo lugar el Estadio Olímpico Félix Sánchez de la capital dominicana, con una concurrencia de más de 13.000 fanáticos; obteniendo así el primer título profesional en la historia del club.  Este logro traería una nueva participación internacional, esta vez en el Campeonato de Clubes de la CFU 2017.

## Palmarés

### Títulos nacionales
- Liga Dominicana de Fútbol (1)

2016
- Liga Mayor de República Dominicana (4)

1991, 1992, 1994, 2007

## Participaciones internacionales
- Copa de Campeones de la Concacaf:  2 participaciones

Copa de Campeones de la Concacaf 1992 - Primera Ronda 
Copa de Campeones de la Concacaf 1995 - Primera Ronda 
- Campeonato de Clubes de la CFU: 1 participación

Campeonato de Clubes de la CFU 2017 - Fase de grupos

## Infraestructura

### Estadio
El Estadio Olímpico Félix Sánchez es el campo de fútbol donde el CBA juega sus partidos de local. Anteriormente conocido como Estadio Olímpico Juan Pablo Duarte, es un estadio de fútbol de Santo Domingo. Fue inaugurado en el año 1974 y somentido a una profunda reforma en el 2003. Es el estadio más grande de la República Dominicana, tiene capacidad para eventos deportivos de 27,000 personas.

## Uniforme
Después de varios años con la marca deportiva Joma, en la temporada 2016 se anunció que la marca alemana Adidas sería el nuevo proveedor del club.
- Primera equipación: Camiseta azul con rayas granates, pantalón azul, medias azules.
- Segunda equipación: Camiseta amarilla, pantalón amarillo, medias amarillas.

### Proveedores
| Periodo       | Proveedor |
| ------------- | --------- |
| -2015         | Joma      |
| 2016-2018     | Adidas    |
| 2019-presente |           |

## Entrenadores
| Entrenador          | Período       |
| ------------------- | ------------- |
| Adolfo Suárez Otero | 2010          |
| Sergio Bermúdez     | 2015          |
| Andrés Rodríguez    | 2015          |
| Jean Carlos Güell   | 2016 - 2017   |
| Clemente Hernández  | 2017          |
| Adolfo Suárez Otero | 2018          |
| Johannes Hernández  | 2018          |
| Wuiswell Isea       | 2019          |
| Pedro Núñez         | 2019          |
| Yolan Peña          | 2025-presente |

## Categorías inferiores

#### Sporting Quisqueya
El Sporting Quisqueya, es el equipo filial (sub-23) del club. Con orígenes en 1996, actualmente juega en la LDF Serie B, que es la segunda categoría del fútbol en República Dominicana.